# Kim Anderzon
Kerstin Kristina Birgitta Andersson (født 20. marts 1943 i Östersund, død 24. oktober 2014), bedre kendt som Kim Anderzon, var en svensk skuespillerinde.
Anderzon fik sit gennembrud i 1970'erne da hun optrådte i skuespil af Dario Fo, og senere hun fik stor anerkendelse for sine roller i komediefilm såsom Selskabsrejsen (1980). Andre af hendes roller inkluderer sæbeoperaen Rederiet, hvor hun optrådte i 58 afsnit mellem 1994 og 2002.
Anderzon vandt i 1983 en Guldbagge for sin hovedrolle Den anden dans (1983), der er instrueret af Lárus Ýmir Óskarsson.

## Privatliv
Anderzon var mor til skuespillerinden Tintin Anderzon (født 1964). Hun døde 71 år gammel af kræft den 24. oktober 2014 og er begravet på Katarina kyrkogård i Stockholm.

## Udvalgt filmografi
- Miss and Mrs Sweden (1969)
- Ih, det var dog den stiveste (1970)
- Bröderna Malm (tv-serie, 1973)
- En enkel melodi (1974)
- Elvis! Elvis! (1976)
- Selskabsrejsen (1980)
- Sally og friheden (1981)
- Sejled' op ad åen (1981)
- Klippet (1982)
- Græsenkemand (1982)
- Den anden dans (1983)
- Mig og damerne (1983)
- Black Jack (1990, ukrediteret)
- Rederiet (tv-serie, 1994-2002)
- Julens hjältar (julekalender, 1999)
- Kärlekens språk (2004)
- Göta kanal 2: Kanalkampen (2006)
- Mera ur kärlekens språk (2009)
- Partaj (tv-serie, 2012)